# Solidor (Automarke)
Solidor war eine deutsche Automarke.

## Markengeschichte

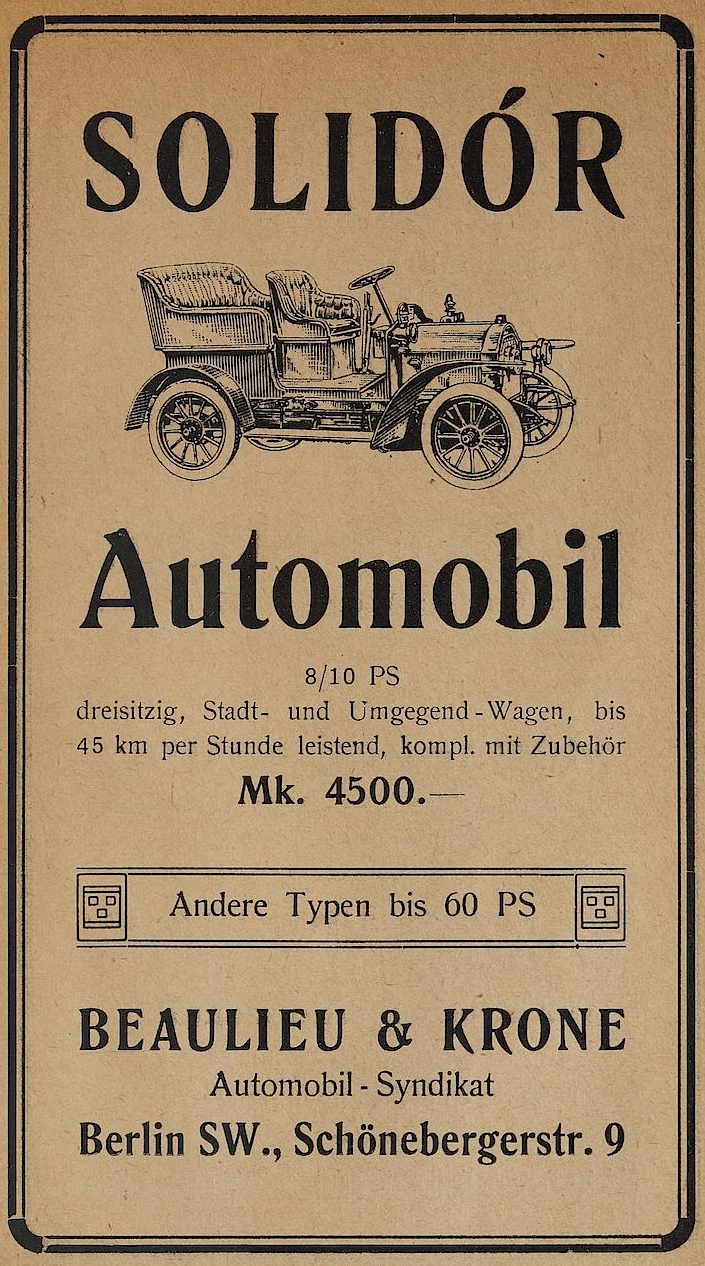
Werbeanzeige (1907)

Das Unternehmen Beaulieu & Krone begann 1905 in Berlin mit der Produktion von Automobilen nach Lizenz von Passy-Thellier. 1907 wurde die Produktion eingestellt.

## Fahrzeuge
Das Unternehmen bezog von Passy-Thellier sowohl komplette Fahrgestelle als auch Teile für die Produktion von eigenen Fahrgestellen. Es gab Einzylinder-, Zweizylinder- und Vierzylindermodelle vom 8 PS bis zum 30 PS. Die Karosserien wurden selbst hergestellt.